# Holthausen (Bottrop)
Holthausen ist ein Stadtteil des Bottroper Stadtbezirks Kirchhellen in Nordrhein-Westfalen.

## Lage
Holthausen ist ein nördlicher Stadtteil von Bottrop. Er grenzt im Südwesten an die kreisfreie Stadt Oberhausen, im Westen an die Stadt Dinslaken (Kreis Wesel), im Norden an Hardinghausen, im Osten an Kirchhellen-Mitte, im Südosten an Overhagen und im Süden an Grafenwald – alle Bottroper Stadtteile im Stadtbezirk Kirchhellen.
Östlich des Ortes verläuft die A 31, am südöstlichen Ortsrand die Landesstraße L 623 und durch den Ort die L 621. Nordwestlich des Ortes liegt der Flugplatz Dinslaken/Schwarze Heide.

## Naturschutzgebiete
Unweit des Ortes erstrecken sich diese Naturschutzgebiete (NSG):
- das etwa 35,6 ha große NSG Schlehdorn / Kirchhorst (BOT-012),
- das etwa 413,5 ha große NSG Kirchheller Heide (BOT-007),
- das etwa 54,3 ha große NSG Heidesee (BOT-004) und
- das etwa 171,6 ha große NSG Kirchheller Heide und Hilsfelder Wald (BOT-001).[1]